# Balmahorn
Balmahorn är en bergstopp i Schweiz. Den ligger i distriktet Brig och kantonen Valais, i den södra delen av landet,. Toppen på Balmahorn är 2 869 meter över havet.
Trakten runt Balmahorn består i huvudsak av kala bergstoppar och i lägre trakter finns gräsmarker samt barrskog.